# Corydalis albipetala
Corydalis albipetala är en vallmoväxtart som beskrevs av B. U. Oh. Corydalis albipetala ingår i släktet nunneörter, och familjen vallmoväxter. Inga underarter finns listade i Catalogue of Life.